# Mohamed Al Shehhi
Mohamed Saeed Al Shehhi (arabe : محمد سعيد راشد الشحي) (né le 23 mars 1988 à Dubaï aux Émirats arabes unis) est un footballeur international émirien, qui évolue au poste d'attaquant.

## Biographie

### Carrière en sélection
Avec l'équipe des Émirats arabes unis, il joue 55 matchs (pour 11 buts inscrits) depuis 2003. 
Il figure notamment dans le groupe des sélectionnés lors des Coupes d'Asie des nations de 2007 et de 2011.

## Palmarès
Al Wahda
- Championnat des Émirats arabes unis (1) :
  - Champion : 2009-10.
  - Vice-champion : 2006-07.

- Supercoupe des Émirats arabes unis (1) :
  - Vainqueur : 2009-10.
  - Finaliste : 2010-11.